# 543315 Asmakhammari
543315 Asmakhammari è un asteroide della fascia principale. Scoperto nel 2013, presenta un'orbita caratterizzata da un semiasse maggiore pari a 3,1822910 au e da un'eccentricità di 0,1499389, inclinata di 19,47086° rispetto all'eclittica.
Dal 3 giugno 2020 al 14 maggio 2021, quando 546843 Xuzhijian ricevette la denominazione ufficiale, è stato  l'asteroide denominato con il più alto numero ordinale. Prima della sua denominazione, il primato era di 523954 Guman.
L'asteroide è dedicato alla genetista e divulgatrice scientifica francese Asma Khammari-Steinhausser.